# محركات رولز رويس المكبسية للطائرات

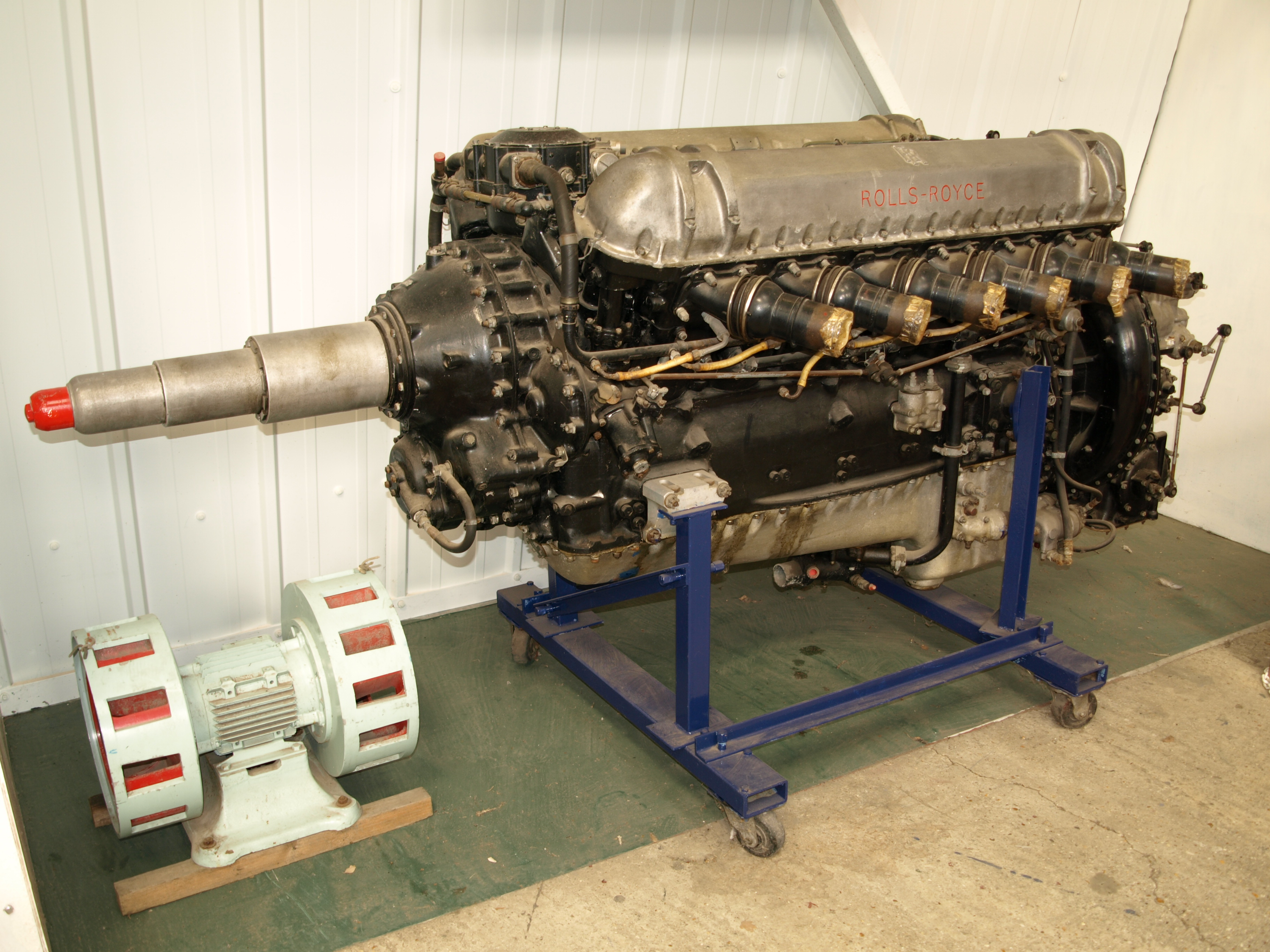
محرك رولز رويس غريفون 58، أحد محركات رولز رويس المكبسية الأخيرة التي تم إنتاجها، و الدمبل الملون بالأبيض والأحمر على يسار المحرك هو عرض لصفارات الإنذارات الجوية.

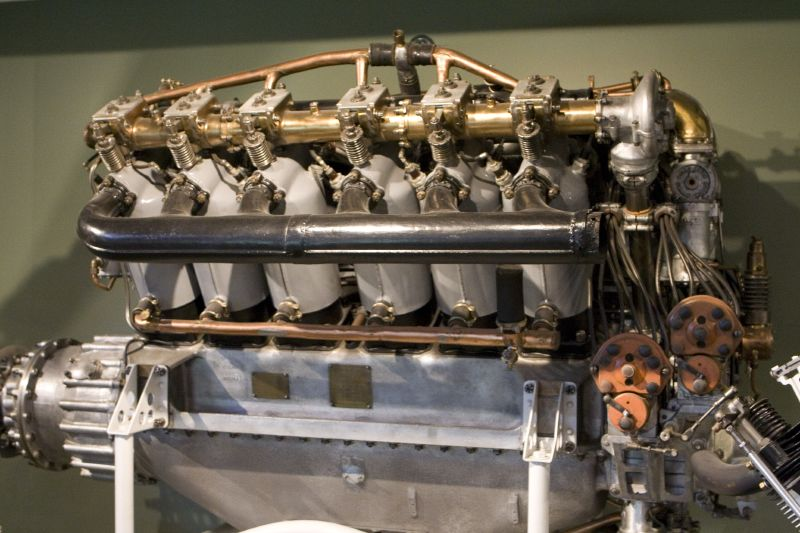
رولز رويس إيجل

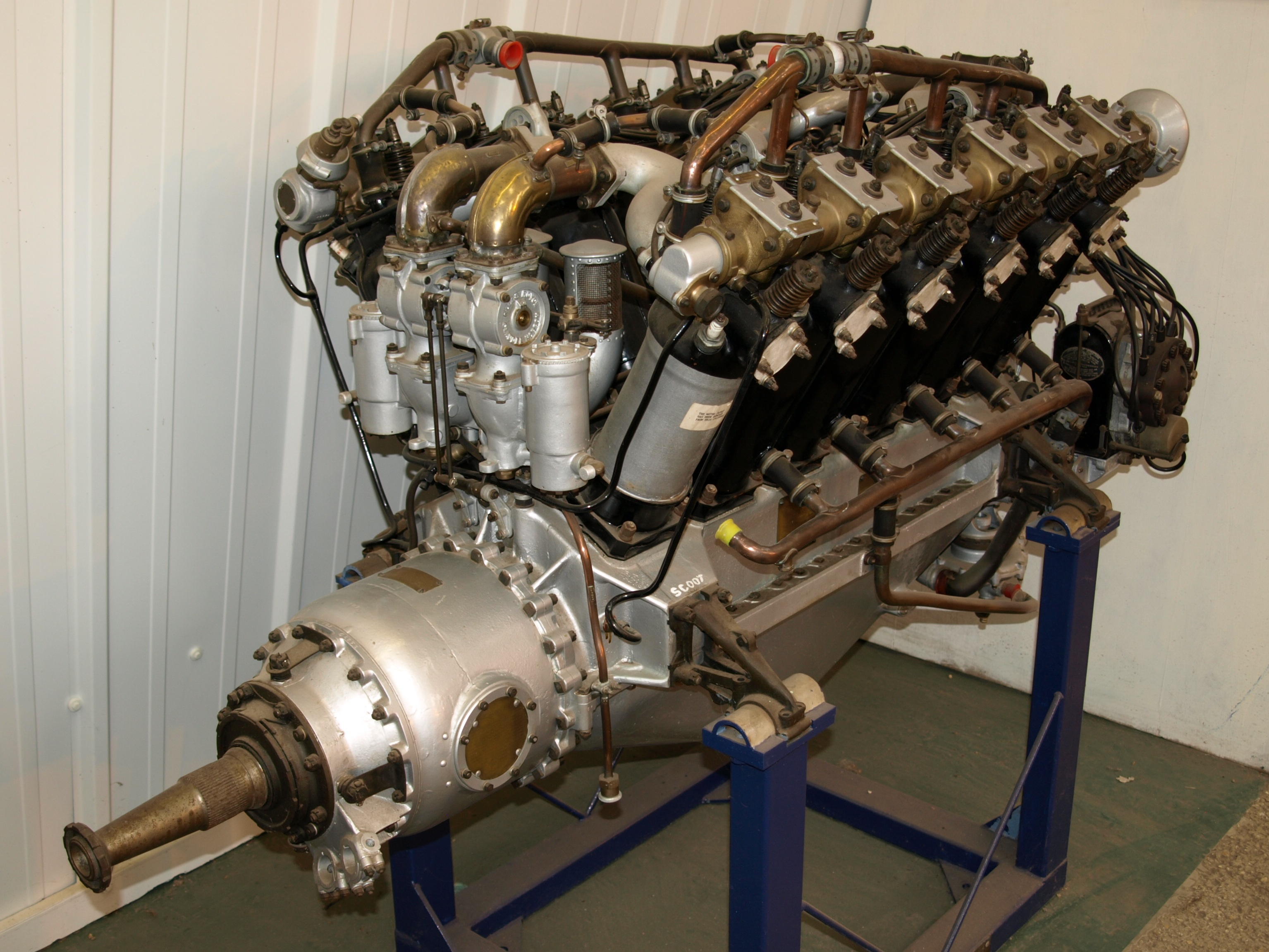
رولز رويس فالكون

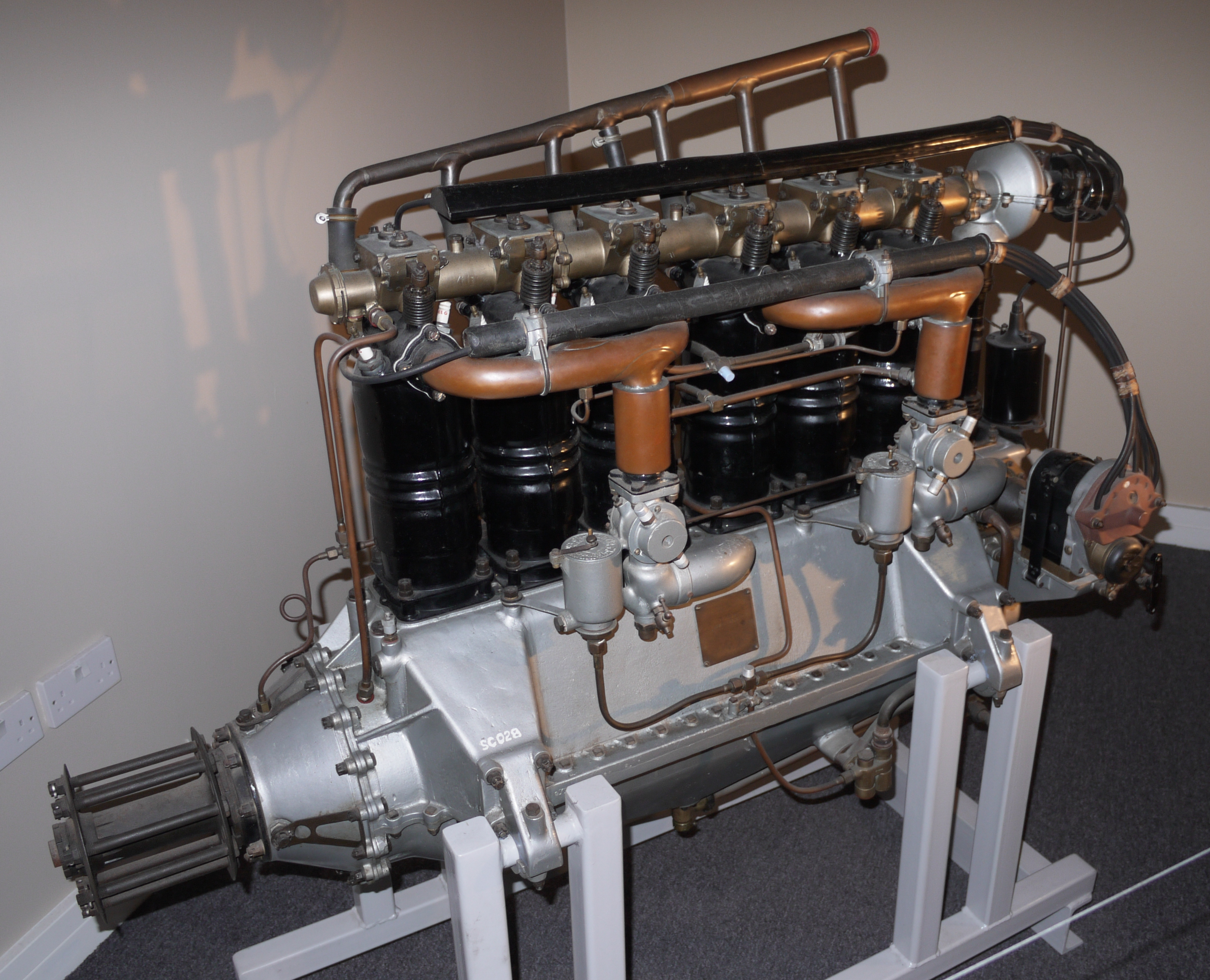
رولز رويس هاوك

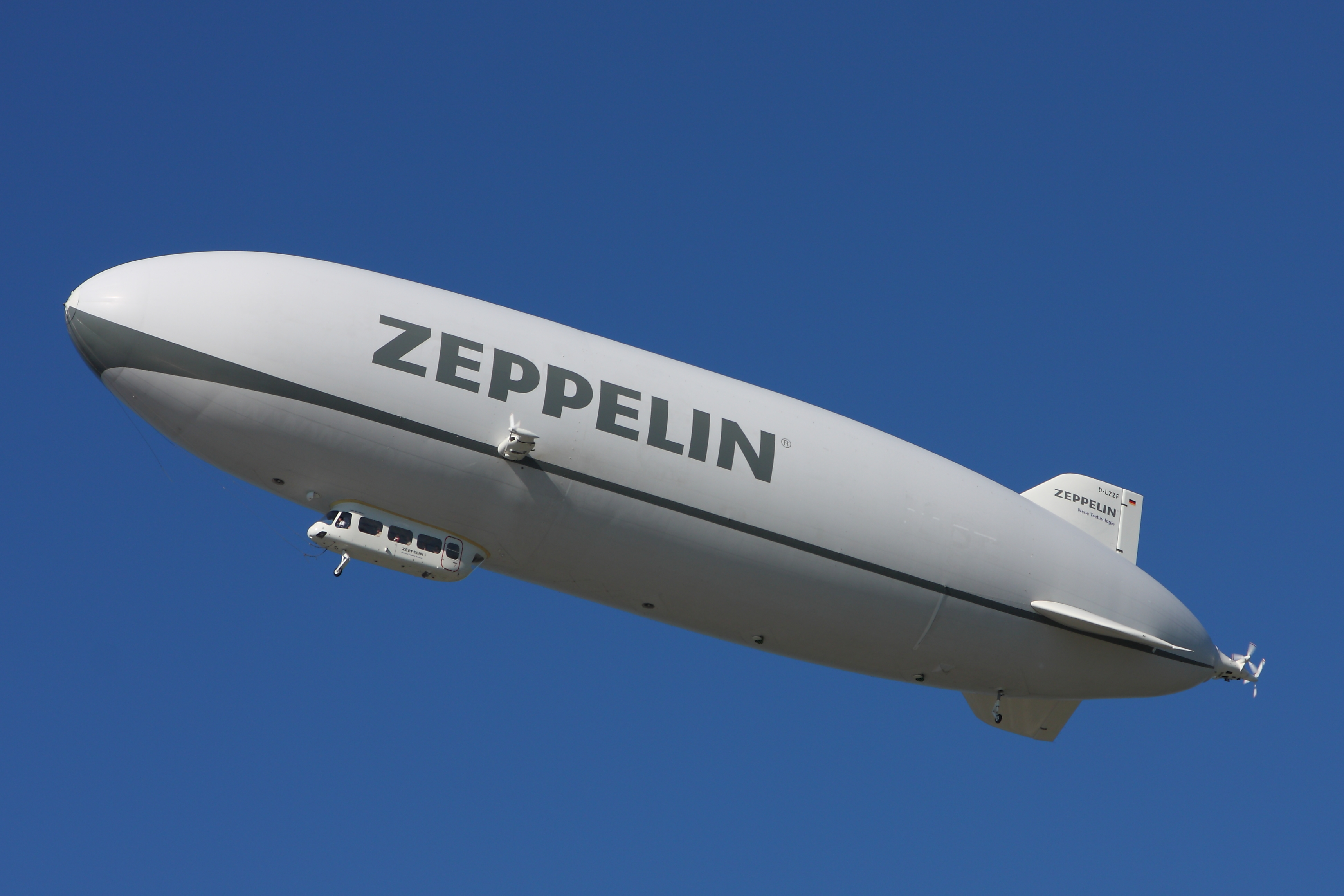
سفينة هوائية (منطاد) حديثة

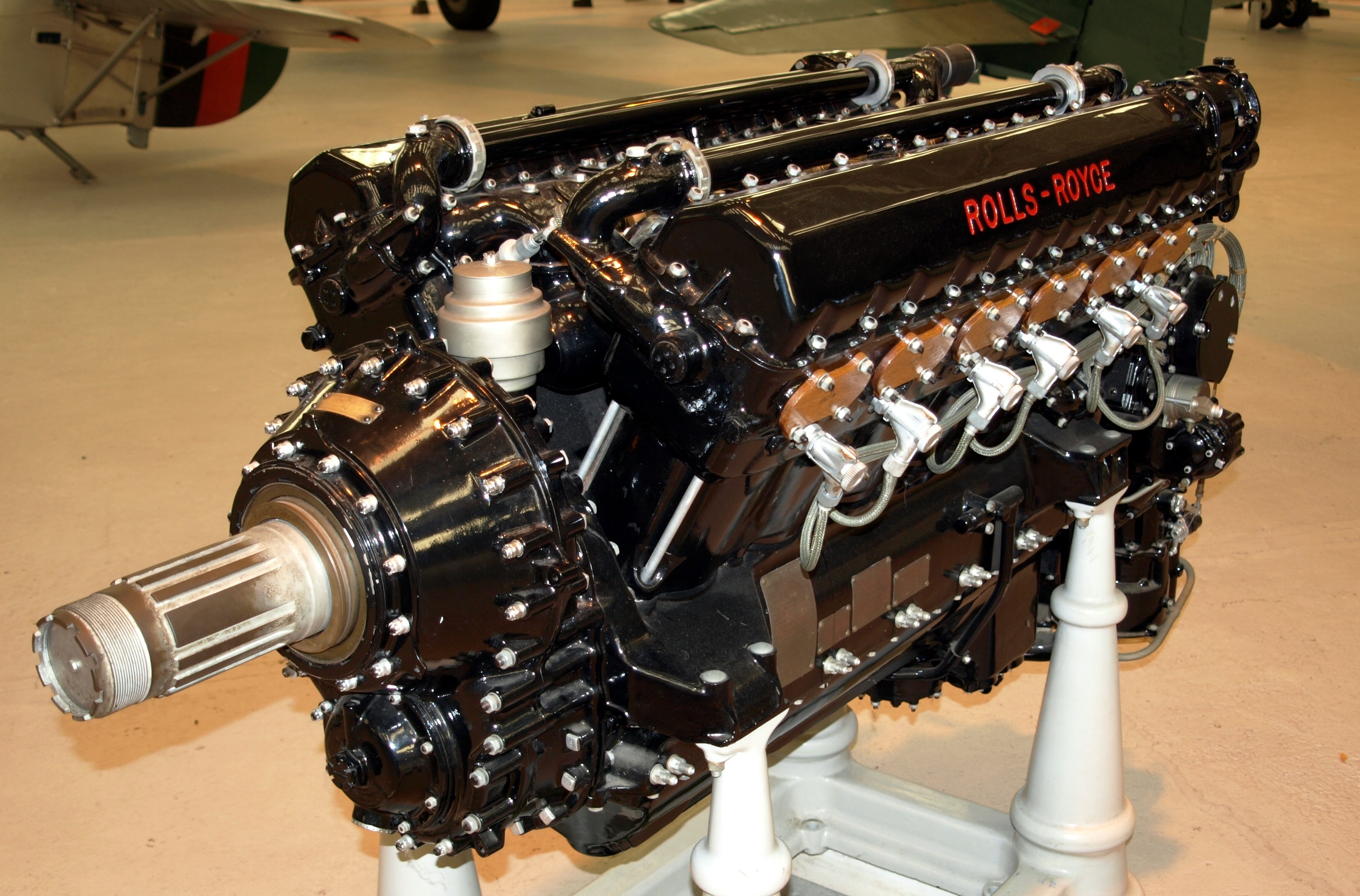
رولز رويس كيستريل

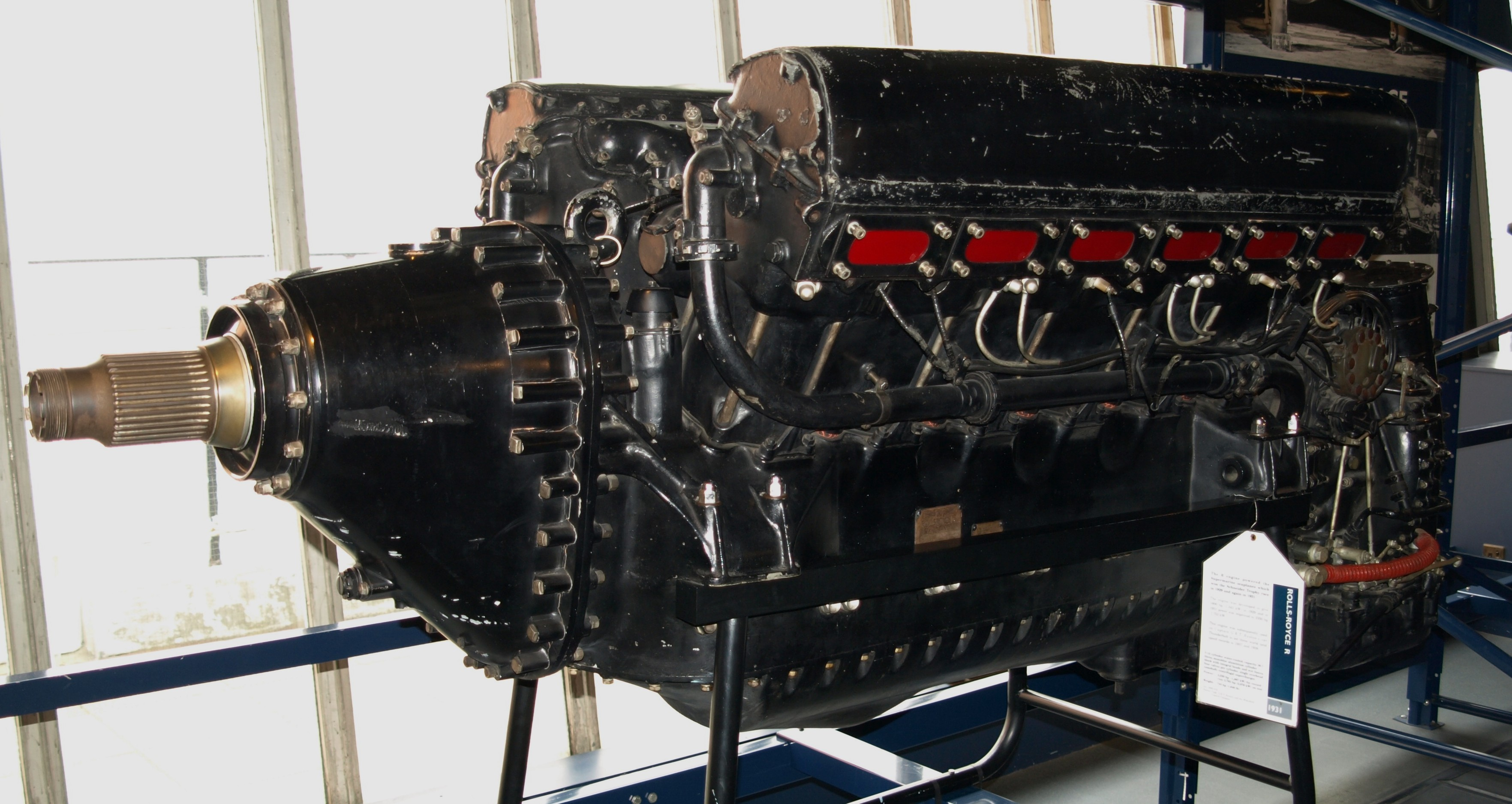
رولز رويس أر

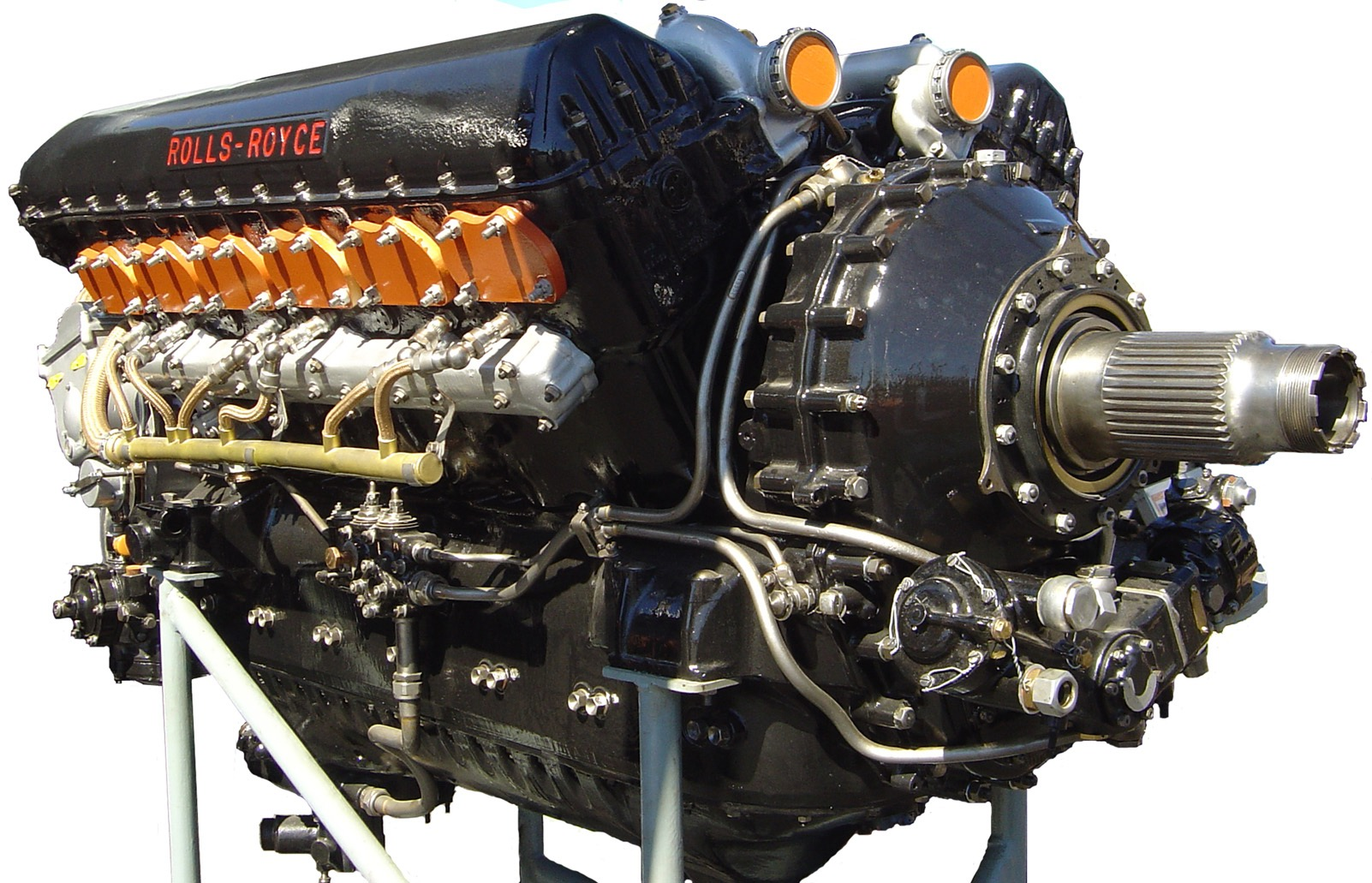
رولز رويس ميرلين

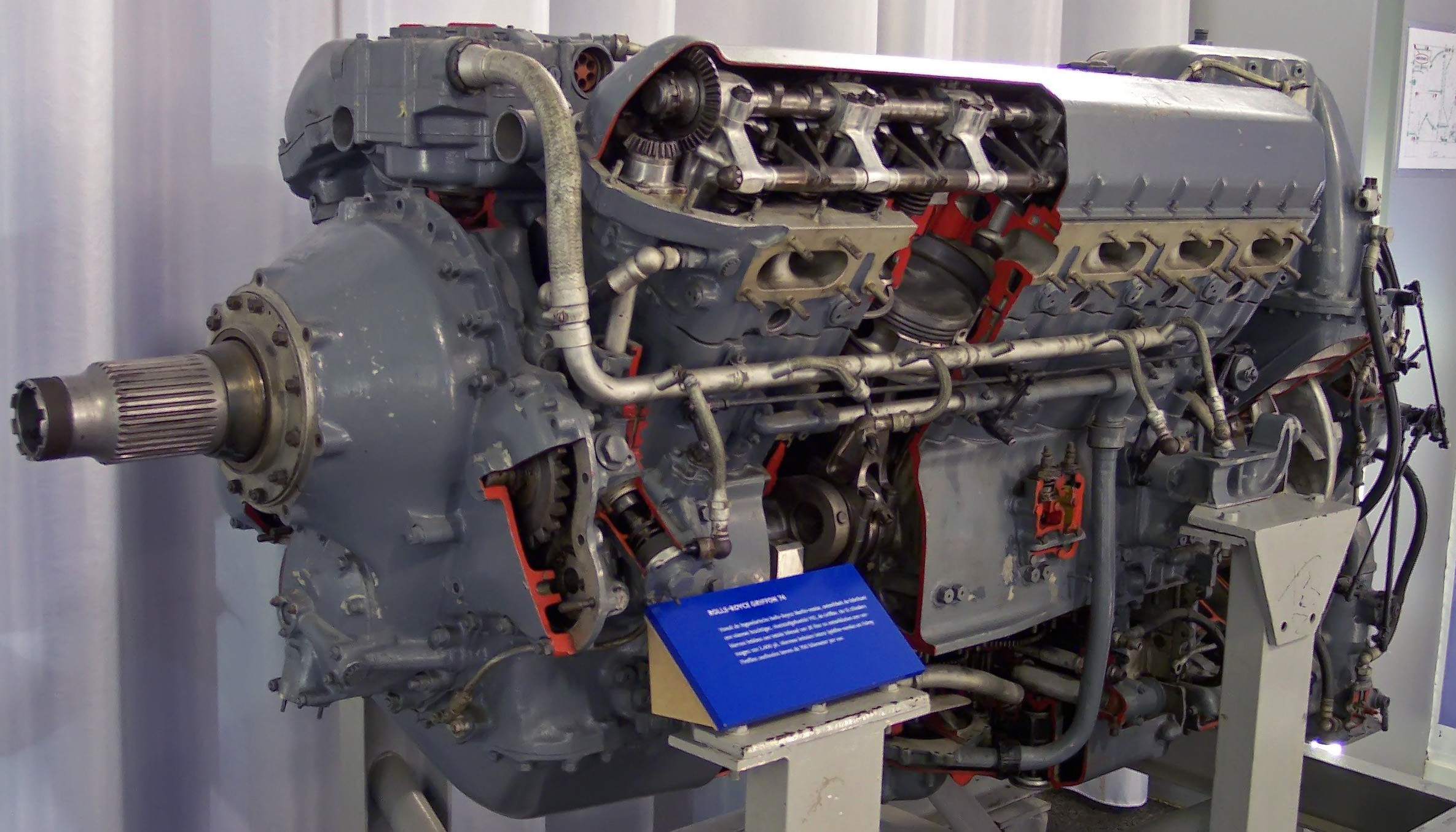
رولز رويس غريفون

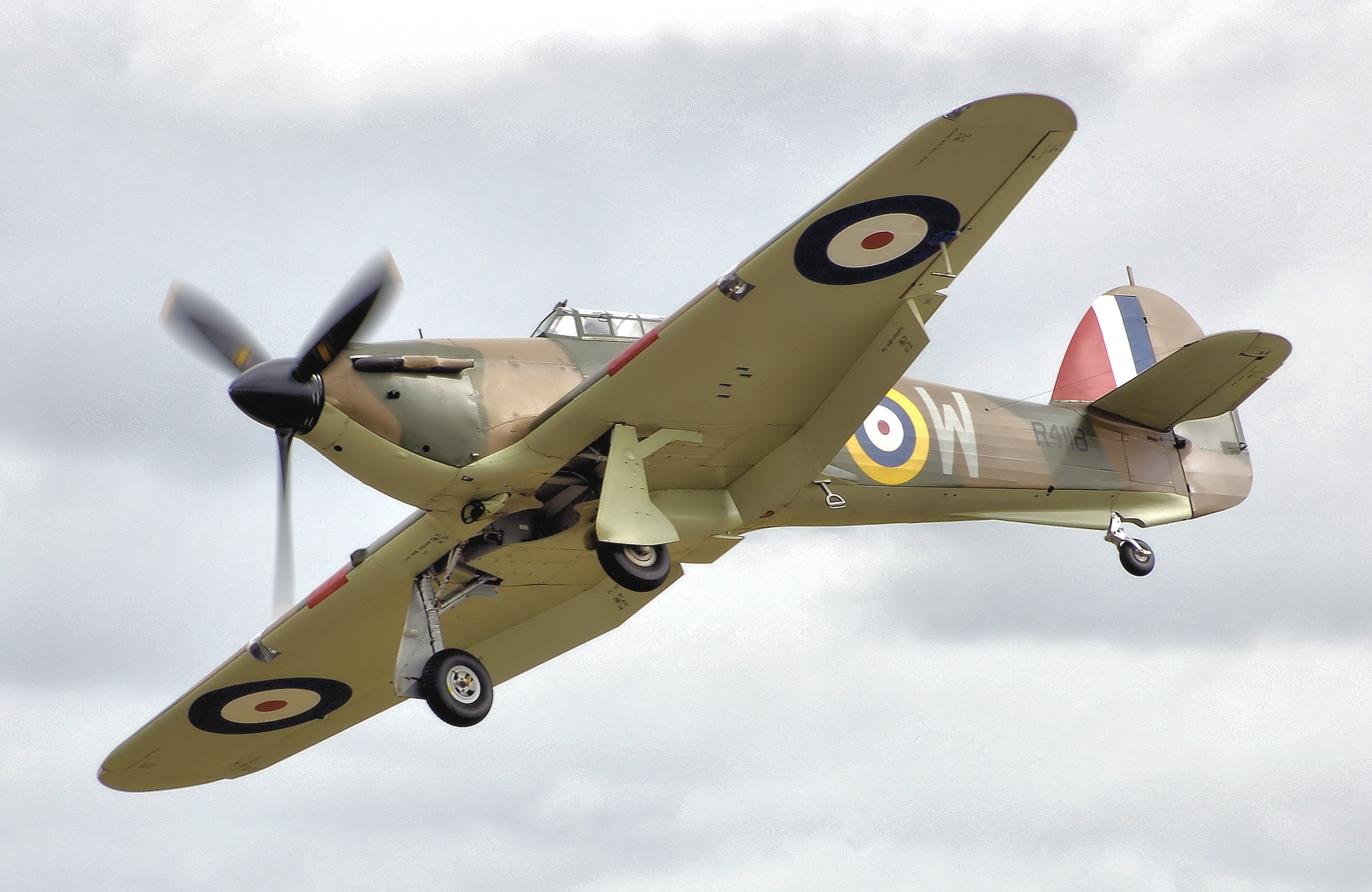
هوكر هوريكان

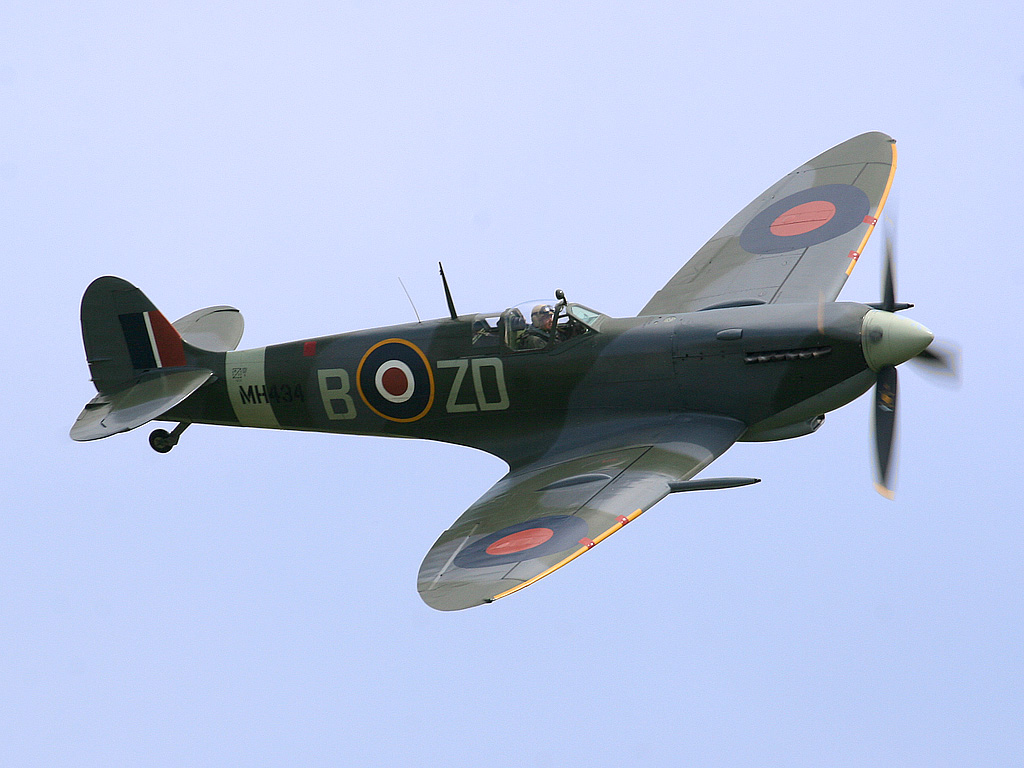
سوبرمارين سبيت فاير

أنتجت رولز رويس العديد من المحركات المكبسية للاستخدام في الطائرات في النصف الأول من القرن العشرين.
توقف إنتاج المحركات ذات التصاميم الخاصة بالشركة في عام 1955 مع الطرازات الأخيرة لمحرك رولز رويس غريفون، و تم الحصول على ترخيص تيليدين كونتينينتال موتورز للطيران العام لإنتاج المحركات في عام 1960 و 1970.
و حتى اليوم يوجد بعض محركات رولز رويس المكبسية الصالحة للاستخدام فضلا عن المحركات المعروضة في المتاحف.

## الحرب العالمية الأولى
في عام 1915، تم تطوير محركات إيجل وهاوك وفالكون، استجابة لاحتياجات الحرب.
كان الإيجل ناجح جدا، خاصة لقاذفات القنابل، و تم تصغيره بنسبة 4:5 لصنع محرك فالكون أو حذف مجموعة واحدة من 12 اسطوانة متصلين على شكل V، لصناعة محرك هاوك.
استخدمت المحركات الصغيرة في الطائرات المقاتلة، بينما تم تكبيرها لصناعة محرك رولز رويس كوندور الذي تم استخدمه في المناطيد.

## بين سنوات الحرب
كان محرك رولز رويس كيستريل، عبارة عن إعادة تصميم لمحرك إيجل، بوضع مجموعتين من الأسطوانات في شكل خطي. و تم تطويره إلى محرك بيرغراين المزود بشاحن عنفي، ثم لاحقا تطور إلى محرك جوشاوك.
طُور محرك رولز رويس إيجل السادس عشر الذي كان على شكل x بالتزامن مع محرك رولز رويس كيستريل، لكنه أُلغي من أجل محرك كيستريل على الرغم من أدائه الجيد في الاختبارات.
كان محرك رولز رويس بوزارد تكبير لمحرك كيستريل الذي يتساوى  في الحجم مع رولز رويس كوندور، و قد تطور إلى محرك رولز رويس أر محرك السباق الذي استخدم لمسابقة شنيدر تروفي.
كان محرك فيلتشر 1939 عباره عن محركين بيرغراين على عمود مرفق واحد، في شكل X و مكون من 24 أسطوانة، و كلا النوعين لم يكونا ناجحين.

## الحرب العالمية الثانية و ما بعدها
كان محرك رولز رويس ميرلين ومحرك رولز رويس غريفون المطور من رولز رويس بوزارد أكثر التصاميم نجاحا لرولز رويس للخدمة في الحرب العالمية الثانية، حيث قام محرك الميرلين بتشغيل مقاتلات سلاح الجو الملكي مثل هوكر هوريكان، و سوبرمارين سبتفاير، و المقاتلة أو قاذفة القنابل دي هافيلاند موسكيتو، و لانكاستر،  و قاذفات القنابل الثقيلة هاليفاكس،  و طائرات الحلفاء مثل الأمريكية بي-51 موستانج وكيتي هوك.
طُورت المحركات التجريبية كبدائل للطائرات مرتفعة الأداء مثل أشكال إتش-24 رولز رويس إيجل 22، و رولز رويس كريسي ثنائي الشوط،  و رولز رويس بينين، و رولز رويس إكسي، و كان الإكسي المحرك الوحيد بين الثلاث محركات الأخيرة الذي طار. لكن التطوير النجاح لمحركات ميرلين وغريفون، و بداية ظهور المحركات النفاثة منعت الإنتاج الكبير لهذه المحركات.
توقف إنتاج تصميمات محركات رولز رويس المكبسية للطائرات في عام 1955 مع الطرازات الأخيرة من محرك غريفون. و بين 1961 و 1981 حصلت رولز رويس على ترخيص لتصنيع محركات تيليدين كونتيننتال المكبسية للطائرات الخفيفة، و شملت محرك كونتيننتال أو-520.

## المحركات الناجية
بحلول 2011 كانت ماتزال نماذج لمحركات فالكون، و غريفون، و كيستريل، و ميرلين صالحة للطيران.

## محركات معروضة
تعرض أنواع مختلفة من محركات رولز رويس المكبسية للطائرات في المتاحف التالية:
- متحف أسطول الذراع الجوية
- متحف الحرب الأمبراطوري ديكسفورد
- متحف طيران النجمة الوحيدة
- متحف ميدلاند أير
- متحف كوسفورد لسلاح الجو الملكي
- متحف لندن لسلاح الجو الملكي
- متحف العلوم (لندن)
- متحف شتلوورث كولكشن

## قائمة للمحركات مرتبة زمنيا
- رولز رويس إيغل في-12
- رولز رويس هاوك
- رولز رويس فالكون
- رولز رويس كوندور
- رولز رويس إيغل 16
- رولز رويس كيستريل
- رولز رويس بوزارد
- رولز رويس جوشاوك
- رولز رويس أر
- رولز رويس بيرغراين
- رولز رويس ميرلين
- رولز رويس إكسي
- رولز رويس فيلتشر
- رولز رويس كريسي
- رولز رويس غريفون
- رولز رويس إيغل (إتش-24)
- رولز رويس بينين

## مزيد من القراءة
- Bill Gunston, Development of Piston Aero Engines. Cambridge, England. Patrick Stephens Limited, 2006. ISBN 0-7509-4478-1
- Bill Gunston, Rolls-Royce Aero Engines, Patrick Stephens Limited (Haynes Group) ISBN 1-85260-037-3
- Sir ستانلي هوكر, Not Much of an Engineer, Airlife Publishing, ISBN 0-906393-35-3
- Pugh, Peter. The Magic of a Name - The Rolls-Royce Story - The First 40 Years. Cambridge, England. Icon Books Ltd, 2000. ISBN 1-84046-151-9

## وصلات خارجية
- Rolls-Royce Heritage Trust
- "From Eagle to Merlin" a 1939 Flight article